# Zischkaita caapura
Zischkaita caapura es una especie de insecto coleóptero de la familia Chrysomelidae.
Fue descrita científicamente en 2005 por Moura.